# Anda Adam
Anda Angelica Adam, nota come Anda Adam (Bucarest, 27 aprile 1980), è una cantante rumena.

## Biografia
Si è fatta conoscere attraverso la hit Ce ți-aș face (Selecta), che si è posta nella top ten della Romanian Top 100, venendo poi inclusa nel primo album in studio Confidential, il quale ha totalizzato oltre 20 000 unità vendute. Il disco presenta anche la traccia Nai nai, che le ha permesso di conseguire una nomination per l'MTV Romania Music Award alla miglior artista femminile.
Il secondo album Queen of Hearts, uscito nel 2009, contiene il successo Love on You, che in occasione dei Romanian Music Award è stato candidato per due statuette.
L'anno successivo ha partecipato insieme a Connect-R alla selezione nazionale per decretare il partecipante rumeno all'Eurovision Song Contest eseguendo Surrender, dove si sono classificati in 7ª posizione su 16 partecipanti.
Nel 2013 è stato messo in commercio il disco Amo, promosso dagli estratti Cadillac, Panda Madam, Feel, Say Goodbye, la traccia omonima e Daca ar fi.

## Discografia

### Album in studio
- 2005 – Confidential
- 2009 – Queen of Hearts
- 2013 – Amo

### EP
- 1999 – Ca între fete
- 2002 – Doar cu tine

### Singoli
- 1999 – Nu ma uita (con i R.A.C.L.A.)
- 2009 – My Love on You
- 2010 – Cadillac
- 2012 – Panda Madam
- 2012 – Feel
- 2012 – Say Goodbye
- 2013 – Amo
- 2013 – Daca ar fi
- 2014 – Poate fata
- 2014 – Gloante oarbe
- 2015 – Seri de mai (feat. CRBL)
- 2015 – Save Me Tonight
- 2016 – Straina
- 2016 – Am chef
- 2017 – Rendez-vous
- 2017 – Marul lui Adam (feat. What's Up)
- 2018 – În altă lume
- 2018 – Nicio regulă (con Alex Velea)
- 2018 – Ma innebuneste
- 2019 – Catch Me
- 2019 – Miami (con Dorian Popa)
- 2019 – Americana
- 2019 – Diva (con Mr. VIK)
- 2020 – Work It
- 2020 – Tocurile (feat. Shift)
- 2020 – Inima mea (con Jo Klass)
- 2020 – De craciun (con Evelin, Bibi e Antonio Pican)
- 2021 – Nu mă lasă așa
- 2022 – Diamond Girl (con Xonia)
- 2022 – Yo no se (con Deniz Cem)
- 2023 – Dai, dai Dubai (con Tzancă Uraganu)
- 2024 – Servetele
- 2024 – Bea, daca vrei (con Marius Moga)
- 2024 – Made in Romania (con DJ Pantelis)